# ميكايلا كويل
ميكايلا كويل هي ممثلة، مغنية، منتجة،مخرجة وكاتبة أغاني بريطانية ولدت في 1987.